# Volley Millenium Brescia
Volley Millenium Brescia – włoski klub siatkarski kobiet, powstały w 1999 w Brescii. Klub od 2018 roku występuje w rozgrywkach Serie A.

## Kadra

### Sezon 2019/2020[3]
| Nr | Imię i nazwisko                      | Data ur. | Wzrost | Pozycja      |
| -- | ------------------------------------ | -------- | ------ | ------------ |
| 1  | Alice Degradi (od 08.01.2020)        | 1996     | 181    | przyjmująca  |
| 2  | Veronica Jones-Perry (do 17.01.2020) | 1997     | 180    | przyjmująca  |
| 3  | Marta Bechis (od 08.01.2020)         | 1989     | 181    | rozgrywająca |
| 4  | Jéssica Rivero                       | 1995     | 181    | przyjmująca  |
| 6  | Kelsey Veltman                       | 1996     | 189    | środkowa     |
| 7  | Symone Speech                        | 1997     | 191    | środkowa     |
| 8  | Laura Saccomani                      | 1991     | 191    | przyjmująca  |
| 9  | Camilla Mingardi                     | 1997     | 186    | atakująca    |
| 10 | Francesca Parlangeli                 | 1990     | 164    | libero       |
| 11 | Ulrike Bridi                         | 1998     | 182    | rozgrywająca |
| 12 | Federica Biganzoli                   | 1987     | 180    | przyjmująca  |
| 13 | Monica Mazzoleni                     | 1997     | 186    | środkowa     |
| 14 | Valeria Caracuta (do 08.01.2020)     | 1987     | 173    | rozgrywająca |
| 16 | María Segura                         | 1992     | 185    | przyjmująca  |
| 17 | Marianna Fiocco                      | 1994     | 185    | środkowa     |

### Sezon 2018/2019[4]
| Nr | Imię i nazwisko      | Data ur. | Wzrost | Pozycja      |
| -- | -------------------- | -------- | ------ | ------------ |
| 3  | Giulia Biavia        | 1988     | 178    | przyjmująca  |
| 4  | Jéssica Rivero       | 1995     | 181    | przyjmująca  |
| 5  | Carla Maria Norgini  | 1998     | 173    | libero       |
| 6  | Miriana Manig        | 1998     | 177    | rozgrywająca |
| 7  | Isabella Di Iulio    | 1991     | 175    | rozgrywająca |
| 8  | Judith Pietersen     | 1989     | 188    | przyjmująca  |
| 9  | Francesca Villani    | 1995     | 187    | przyjmująca  |
| 10 | Francesca Parlangeli | 1990     | 164    | libero       |
| 11 | Haleigh Washington   | 1995     | 192    | środkowa     |
| 14 | Giulia Bartesaghi    | 1998     | 187    | przyjmująca  |
| 15 | Anna Nicoletti       | 1996     | 189    | atakująca    |
| 16 | Tiziana Veglia       | 1992     | 186    | środkowa     |
| 18 | Julija Miniuk        | 2000     | 189    | środkowa     |